# Meadview (Arizona)
Meadview es un lugar designado por el censo ubicado en el condado de Mohave en el estado estadounidense de Arizona. En el censo de 2010 tenía una población de 1224 habitantes y una densidad poblacional de 15,23 personas por km².

## Geografía
Meadview se encuentra ubicado en las coordenadas 35°57′11″N 114°4′44″O / 35.95306, -114.07889. Según la Oficina del Censo de los Estados Unidos, Meadview tiene una superficie total de 80.39 km², de la cual 80.39 km² corresponden a tierra firme y (0%) 0 km² es agua.

## Demografía
Según el censo de 2010, había 1.224 personas residiendo en Meadview. La densidad de población era de 15,23 hab./km². De los 1.224 habitantes, Meadview estaba compuesto por el 92.81% blancos, el 0.65% eran afroamericanos, el 1.31% eran amerindios, el 0.98% eran asiáticos, el 0.08% eran isleños del Pacífico, el 1.96% eran de otras razas y el 2.21% pertenecían a dos o más razas. Del total de la población el 4.9% eran hispanos o latinos de cualquier raza.